# بحيرة سبانجا
بحيرة سبانجا (في التركية: Sapanca Gölü)، هي بحيرة مياه عذبة تقع بين خليج إزميت ومرج أدابازاري في تركيا. تُقدَّر مساحة المنطقة المستفيدة من البحيرة بنحو251 مترًا مربعًا، وتبلغ مساحة البحيرة 45 كيلومترًا مربعًا، وطولها 16 كم شرقًا-غربًا/ 5 كم شمالًا جنوبًا، وعمقها الأقصى 52 مترًا.
تقع بحيرة سبانجا على ثقب تكتوني يقع بين خليج إزميت ومرج أدابازاري، ويمتد بموازاة بحيرة إزنيك. أصبحت المنطقة المحيطة بسبانجا وجهة للرحلات اليومية وإجازات عطلة نهاية الأسبوع، فضلًا عن استخدام مياهها لتلبية الاحتياجات المنزلية والصناعية في المنطقة المحيطة بها.

## قائمة الأسماك في بحيرة سبانجا
الأنقليسية (الاسم العلمي:Anguillidae)
- الأنقليس الأوروبي أو أنغويلا أنغويلا Anguilla anguilla (لينيوس- 1758).

حُساسِيَّات أو فضيات العالم القديم (الاسم العلمي Atherinidae).
- حُساس متوسّطيّ من عائلة أثيرينيدا Atherina boyeri (ريزو - 1810).

الرنكات (الاسم العلمي:Clupeidae)
- شاد البحر الأسود أو شد آزوف Alosa maeotica (غريم 1901).
- كلوبيونيلا أبرو موهليسي أو إسبرط أبرو Clupeonella abrau muhlisi (نيو- 1934).

أسماك اللخ أو كوبيتيدي (باللاتينية: Cobitidae)
- كوبيتيس فاردارينسيس Cobitis vardarensis (كارامان- 1928).
- أنجورا لوش Nemacheilus angorae (فرانز شتاينشنر- 1897).

أسماك الشبوطيات (الاسم العلمي: Cyprinidae)
- الأبراميس الشائع أو الأبراميس براما Abramis brama (لينيوس- 1758).
- القاتمة الإيطالية أو الكئيبة البيضاء أو ألبرونوس ألبرديوس Alburnus albidus (كوستا- 1938).
- القاتمة الشائعة أو ألبورنوس ألبورنوس Alburnus alburnus (لينيوس- 1758).
- السبيرلين أو القاتمة أو أسماك الشنايدر أو ألبيرنويدس بيبيونكتاتوس Alburnoides bipunctatus (بلوش- 1782).
- آسبيوس آسبيوس Aspius aspius (لينيوس- 1758).
- الوراطة أو الورقة الفضية أو الورقة البيضاء أو بليكا بجوركنا Blicca bjoerkna (لينيوس- 1758).
- كروسيان كارب أو كاراسيوس كاراسيوس Carassius carassius (لينيوس- 1758).
- الكارب البروسي أو الكارب البروسي الفضي أو كاراسيوس جيبليو Carassius gibelio (بلوش- 1782).
- قاتمة الدانوب أو شيمايا كاسبيان أو تشالكالبورنوس كالكويديس Chalcalburnus chalcoides (جولدنستاد- 1772).
- أسماك الأنقرنس الغضروفية Chondrostoma angorense (إلفيرا- 1987).
- الكارب الشائع أو سيبرينوس كاربينو Cyprinus carpi (لينيوس- 1758).
- شوب البحر الأسود أو بيترلوسيسكوس بوريستنيكوس Petroleuciscus borysthenicus (كيسلر- 1859).
- أسماك البيترلنغ الأوروبية أو رودوس أماروس Rhodeus amarus (بلوش- 1782).
- أسماك الروتش الشائع أو روتيلوس روتيلوس Rutilus rutilus (لينيوس- 1758).
- أسماك الرود الشائعة أو سكاردينيوس إريثروأوثالاموس Scardinius erythrophthalmus (لينيوس- 1758).
- أسماك الشوب الأوروبية أو سكاليوس سيفالوس Squalius cephalus (لينيوس- 1758).
- أسماك التينش أو التينكا تينكا Tinca tinca (لينيوس- 1758).
- فيمبا بريم أو فيمبا فيمبا Vimba vimba (لينيوس- 1758).

أسماك الكراكي أو الزنجور (الاسم العلمي:Esox)
- الكراكي الرمحي أو لوسيوس إيزوكس Esox lucius (لينيوس- 1758).

الفصيلة القوبيونية (الاسم العلمي:Gobiidae)
- القوبيونية القوقازية القزمة أو الكنوبويتشيا القوقازية Knipowitschia caucasica (بيرج- 1916).
- القوبيونية المتسابقة أو جيمنوتركليوس بابكا Babka gymnotrachelus (كيسلر- 1857).
- القوبيونية المدورة أو ميلانوستوماس نيوغوبيوس Neogobius melanostomus (بالاس- 1814).
- القوبيونية القردية أو فلوفياتيليس نيوغوبيوس Neogobius fluviatilis (بالاس- 1814).
- قوبيونية سيرمان أو سيرمان بونتيكولا Ponticola syrman (نوردمان- 1840).
- بروتيرونوس مارموراتوس Proterorhinus marmoratus (بالاس- 1814).

أسماك الشمس (الاسم العلمي: Centrarchidae)
- القرعية أو جيبوسوس ليبوميس Lepomis gibbosus (لينيوس- 1758).

أسماك الفرخ (الاسم العلمي: Percidae)
- الفرخ الأوروبية أو بيركا فلوفياتيليس Perca fluviatilis (لينيوس- 1758).

الجلكيات المألوفة أو ماصات الحجر (الاسم العلمي:Petromyzontidae)
- لامبري النهر الأوروبي أو لامبيترا فلوفياتيليس Lampetra fluviatilis (لينيوس- 1758).

السلمونيات (الاسم العلمي: Salmonidae)
- تراوت قوس القزح أو أونكورينشوس مايكيس Oncorhynchus mykiss (وولبوم- 1792).
- سلمون البحر الأسود أو سالمو تروتا لابراكس Salmo trutta labrax (بالاس- 1811).
- سمك السلمون المرقط المتوسط أو سالمو تروتا ماكروستيغما Salmo trutta macrostigma (دوميريل- 1858).

سمك السلور (الاسم العلمي: Siluridae)
- قرموط ويلس أو سمك الجري أو سيليروس غلانيس Silurus glanis (لينيوس- 1758).

زمارات البحر أو الأسماك الأنبوبية أو ملتحمة الفك (الاسم العلمي:Syngnathidae)
- الأسماك الأنبوبية ذات الأشرطة السوداء أو سينغناثوس أباستر Syngnathus abaster (ريسو- 1827).
- الأسماك الأنبوبية ذات الأنف الطويل الضيق أو سينغناثوس تينوروسترس Syngnathus tenuirostris (راتكيه- 1837).